# Bezirk Fürstenfeld
Der politische Bezirk Fürstenfeld war ein politischer Bezirk Österreichs im Osten der Steiermark.
Im Zuge der Reorganisation der steirischen Bezirkshauptmannschaften wurde der Bezirk am 1. Jänner 2013 mit dem Bezirk Hartberg zum Bezirk Hartberg-Fürstenfeld fusioniert.
Der Bezirk Fürstenfeld hatte eine Ausdehnung von rund 264 km² und grenzte im Süden, Westen und Norden an die steirischen Bezirke Feldbach, Weiz und den ehemaligen Bezirk Hartberg sowie im Osten an die burgenländischen Bezirke Jennersdorf und Güssing. Bis zum 31. Dezember 2012 waren im gesamten Bezirk rund 23.000 Einwohner gemeldet. Der Verwaltungssitz war in Fürstenfeld und das Kfz-Kennzeichen war FF.
Er war bis 1938 Teil des Bezirks Feldbach. Durch die nationalsozialistische Verwaltungsänderungen wurde das Gebiet des Gerichtsbezirks Fürstenfeld vom Bezirk Feldbach abgetrennt und gemeinsam mit Teilen der burgenländischen Bezirke Güssing und Jennersdorf zum Bezirk Fürstenfeld zusammengeschlossen. Bereits 1945 wurde jedoch das Burgenland wiedererrichtet und die burgenländischen Bezirksteile wieder an das Burgenland abgetreten. Per 1. Oktober 1945 wurde der Bezirk Fürstenfeld daher lediglich vom Gebiet des Gerichtsbezirks Fürstenfeld gebildet.

## Angehörige Gemeinden
Der Bezirk Fürstenfeld umfasste 14 Gemeinden, darunter eine Stadt und zwei Marktgemeinden.

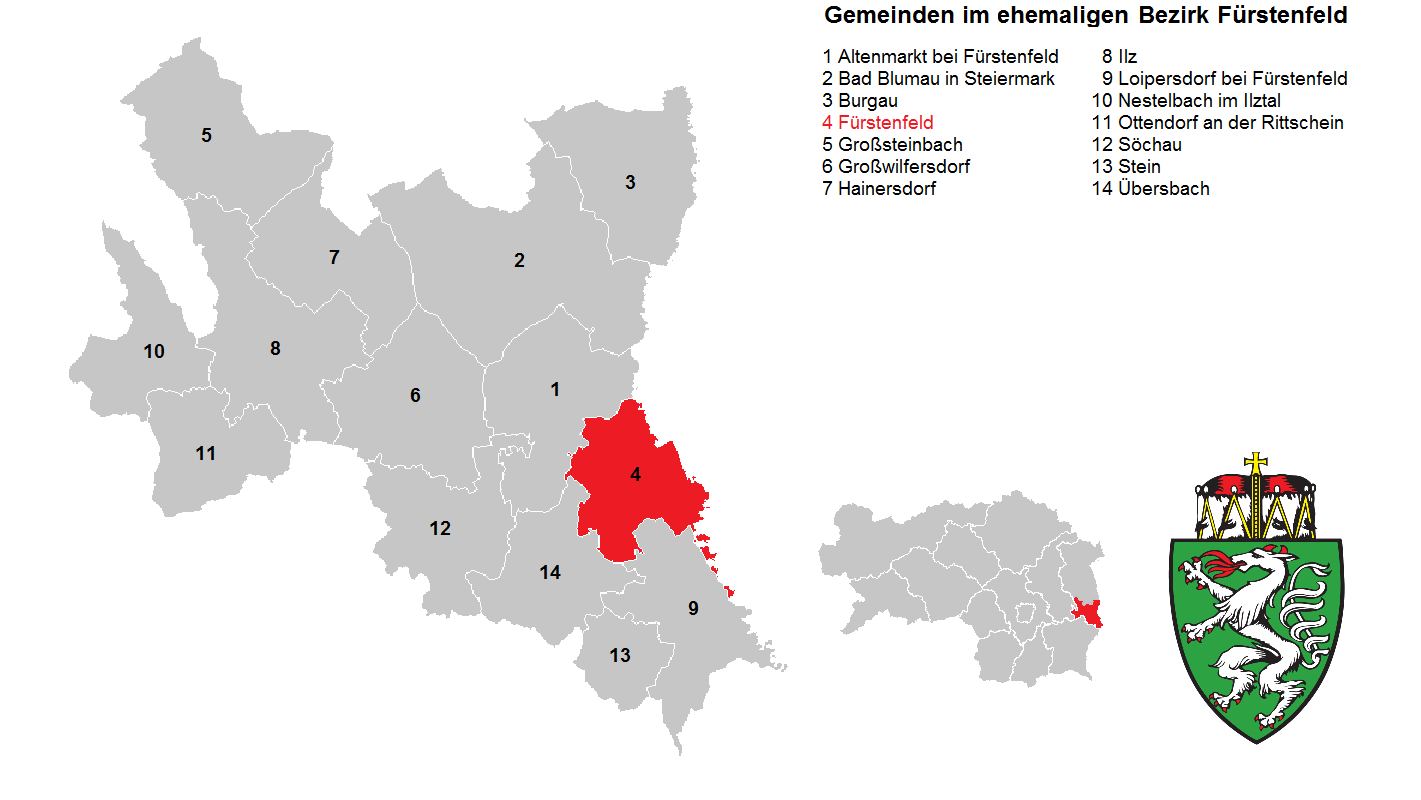